# 飛魷科
飛魷科（Thysanoteuthis）是一種大型魷魚科，包括一個著名的物種—菱鰭烏賊及兩個可疑的分類。